# Allting låter som Slipknot
Allting låter som Slipknot är ett studioalbum utgivet av Stiftelsen 2017.

## Låtlista
1. Opsovati
2. UB2
3. Som ingen annan
4. Förkyld
5. Eftersläckarens sång
6. Faller
7. Darling
8. 8 888
9. Mot världens rand
10. Vi har livet kvar

## Musiker
- Robert Pettersson - sång/gitarr
- Micke Eriksson - gitarr/kör
- Arne Johansson - elbas/kör
- Martin Källström - trummor
- Archie McCallum - Gitarrsolo på Förkyld
- Martin Svanström - Saxofon på UB2 och Mot världens rand